# Teumarom
Teumarom is een bestuurslaag in het regentschap Aceh Barat van de provincie Atjeh, Indonesië. Teumarom telt 142 inwoners (volkstelling 2010).